# Bilecik
Bilecik est une ville de Turquie, préfecture de la province du même nom, lieu d'origine de la dynastie ottomane, fondatrice de l'Empire ottoman dont la première capitale fut Söğüt. La ville comporte de nombreuses maisons traditionnelles restaurées conférant à la ville le statut de destination touristique. Elle est membre de la European Association of Historic Towns and Regions, l'Association européenne des villes et régions historiques basé à Norwich (Royaume-Uni).

## Étymologie
Dans l'Antiquité, la ville est d'abord connue sous les noms de Linoé, puis Agrilion ou Agrillum ; sous l'Empire byzantin, elle se nomme Vilocôme (Βηλοκώμα), dont Bilecik est la forme turque. Des Slaves ayant été implantés dans cette région au VIIIe siècle, Vilocôme pourrait provenir du vieux-slave Белокомы signifiant « butte blanche » ou « colline blanche », relief calcaire aujourd'hui recouvert par la forêt de Kent au sud-est de la ville, surplombant le vieux-centre.

## Histoire
Bilecik se situe dans une vallée fertile et proche des détroits du Bosphore et des Dardanelles, donc de l'Europe, ce qui explique son exploitation très ancienne par des peuples venus d'horizons divers : Anatolie (Hittites, Mysiens, Lyciens...), Europe (Bithynes, Phrygiens, Macédoniens, Celtes, Romains, Slaves, Francs...) et Orient (Perses, Ottomans).

## Géographie
La province possède une superficie de 4 307 kilomètres carrées et une population d'environ 200 000 habitants.

## Monuments
- Mausolée de Sheikh Edébali : personnage ayant fortement influencé la fondation de l'Empire ottoman.
- Mausolée d'Orhan Gazi, fils du Osman Ier qui donne son nom à dynastie ottomane, Osmanli en turc.

## Culture Populaire
- Sur internet, une blague récurrente des turcs est de nier l'existence de cette ville. Cette théorie de complot trouve ses origines d'un site turc nommé "Ekşi Sözlük". Cette théorie de complot est du même genre que celles faites sur la Finlande; l'état de Wyoming; la ville de Bielefeld et autres sur internet.